# Озёрное (Весёловский район)

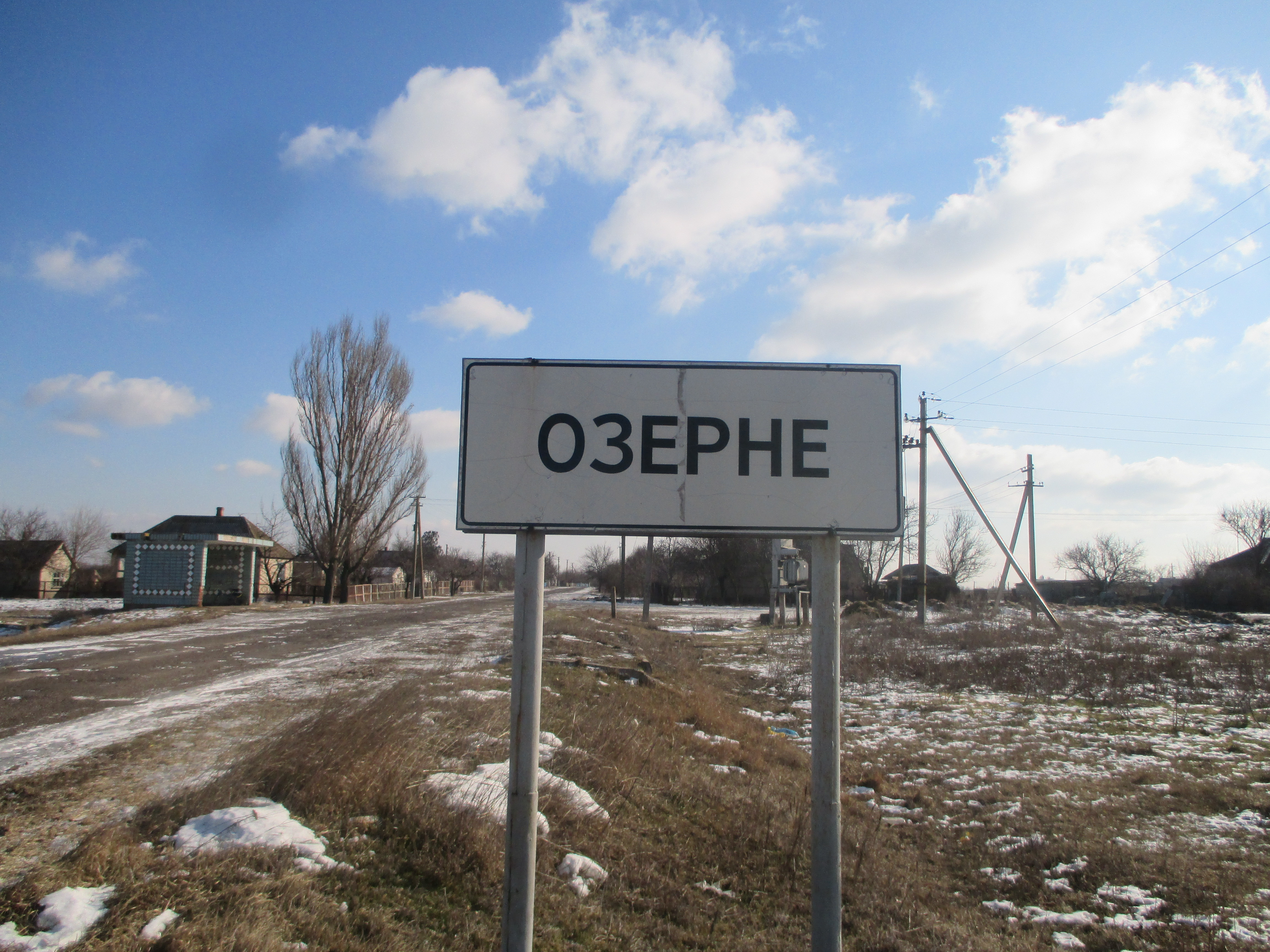
Село Озёрное

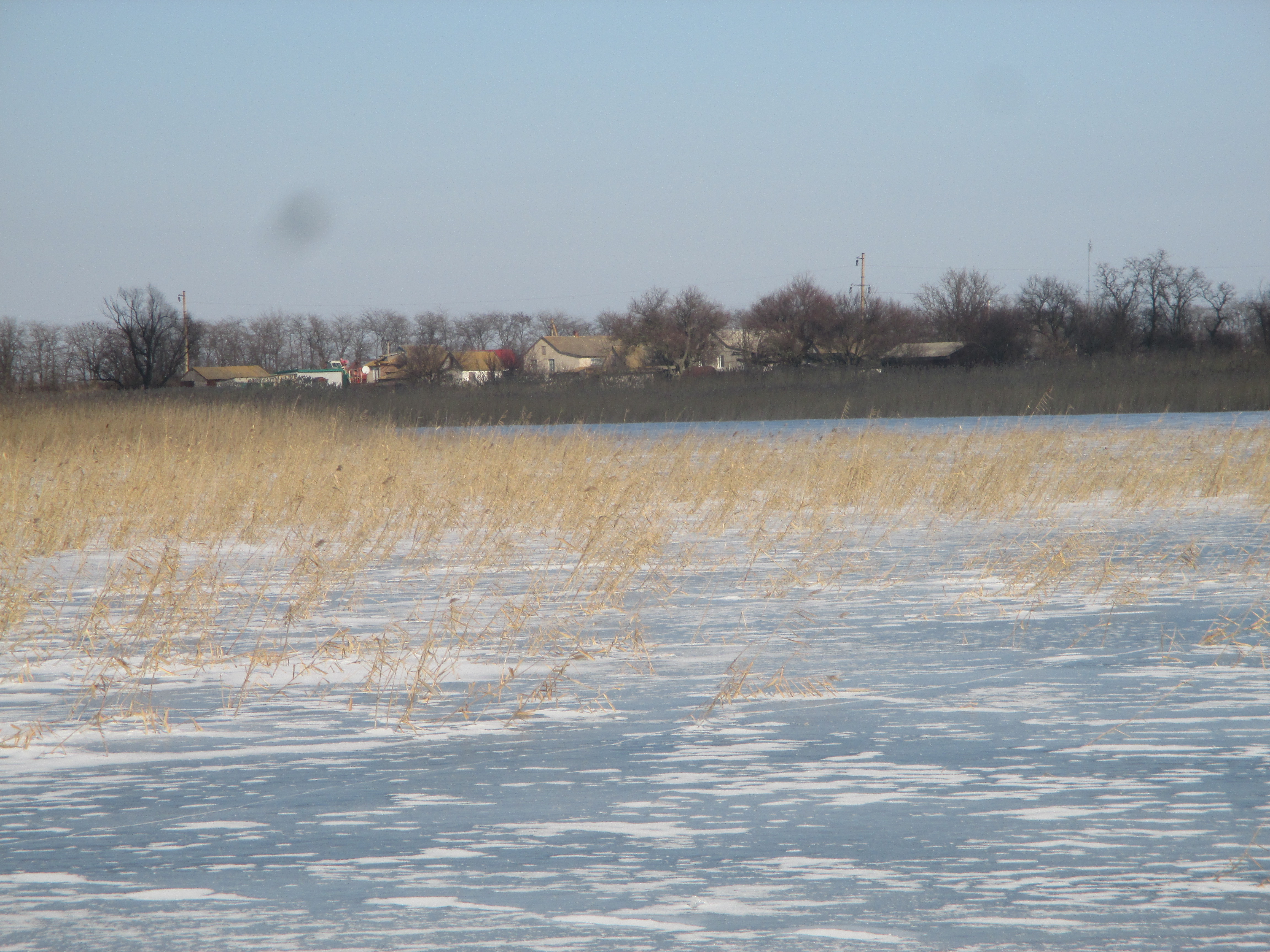
Великий Утлюг. Январь 2017

Озёрное (укр. Озерне; до 1945 — Второе Чёрное) — село, Белорецкий сельский совет, Весёловский район, Запорожская область, Украина.
Код КОАТУУ — 2321280503. Население по переписи 2001 года составляло 443 человека.

## Географическое положение
Село Озёрное находится на берегу реки Большой Утлюк, выше по течению на расстоянии в 3 км расположено село Малая Михайловка.
Река в этом месте пересыхает, на ней сделано несколько запруд.

## История
- Основано как село Второе Чёрное.
- 1945 год — переименовано в село Озёрное.